# Dominic Vairo
Dominic Martin Vairo (Calumet, 2 de noviembre de 1913-31 de julio de 2002) fue un jugador de fútbol americano profesional estadounidense. Jugó fútbol americano universitario para Notre Dame Fighting Irish y fue capitán del equipo en su último año en 1934. Luego jugó profesionalmente para los Green Bay Packers de la National Football League (NFL) en 1935, apareciendo en un juego. Después de jugar brevemente para otros equipos que no eran de la NFL, trabajó como empresario y funcionario local en su ciudad natal de Calumet (Míchigan).

## Primeros años de vida
Vairo nació el 2 de noviembre de 1913 en Calumet (Míchigan). Su padre era un inmigrante italiano y inquilino del Italian Hall cuando ocurrió el desastre del Italian Hall. Vairo asistió a Calumet High School, donde fue un atleta destacado en tres deportes: fútbol americano, baloncesto y atletismo. También participó en tenis y hockey. Se desempeñó como capitán del equipo tanto de fútbol como de baloncesto, ganando los honores All-Upper Peninsula en el primero, mientras que ayudó al segundo a compilar un récord invicto en la temporada 1929-30. Se graduó en Calumet en 1931 y se matriculó en la Universidad de Notre Dame más tarde ese año.

## Carrera universitaria
Como estudiante de primer año en Notre Dame en 1931, Vairo «participó en todos los deportes», según Associated Press, pero no recibió cartas universitarias en ninguno de ellos. En fútbol, fue suplente en el equipo de primer año. Sin embargo, durante la temporada, su camiseta desapareció y tuvo que pagar por ella. Al no poder hacerlo, se vio obligado a abandonar el deporte. También compitió en casi todas las pruebas de atletismo y natación en su intento de recibir una carta, pero no lo logró. Probó fútbol nuevamente en su segundo año y entró al equipo universitario como jugador sin beca. Luego se convirtió en titular en el equipo universitario como extremo izquierdo en la temporada de 1933. Fue nombrado capitán del equipo para la temporada de 1934 y sirvió como extremo derecho titular. Jugando bajo la dirección del entrenador Elmer Layden, ayudó a Notre Dame a compilar un récord de 6-3 en 1934 y, según se informa, fue nombrado All-American. En un juego contra Army ese año, atrapó un touchdown ganador del juego. Después de la temporada, fue nombrado ganador del Premio Byron Kanaley de Notre Dame, por «el estudiante de último año considerado el más ejemplar y líder de hombres». Se graduó en 1935 cum laude con el título de Licenciado en Administración de Empresas.

## Carrera profesional
Vairo firmó para jugar fútbol americano profesional con los Green Bay Packers de la National Football League (NFL) en agosto de 1935. Apareció en un juego como suplente antes de ser liberado el 1 de octubre de 1935. Más tarde jugó para los Calumet All-Stars antes de unirse a los Chicago Gunners en 1936, donde permaneció hasta 1937. Vairo luego recordó que cuando se unió a los Packers, quedó «sorprendido» por las habilidades de su compañero Don Hutson, y señaló que «prácticamente me olvidé del fútbol profesional después de verlo jugar».

## Después del fútbol americano y muerte
Después de su carrera futbolística, Vairo comenzó a trabajar en Ford Motor Company y Cuneo Press en Chicago, Illinois. Tras la muerte de su padre, regresó a Calumet en 1939 y se hizo cargo de la gestión del negocio de su padre. Fue elegido secretario del condado en 1942 y poco después se unió a la Armada de los Estados Unidos, sirviendo en la Segunda Guerra Mundial en el Pacífico Sur. Fue dado de baja en 1946 y luego volvió a trabajar como secretario del condado, puesto que ocupó hasta 1952. Posteriormente trabajó para la Agencia de Seguros Leveque, que operó hasta jubilarse en 1983.
Vairo participó activamente en los deportes locales, trabajando como árbitro y locutor de los juegos de las escuelas secundarias del área. Fue miembro de varios grupos cívicos y clubes, y sirvió en la junta directiva del Hospital Público Calumet, el Club Miscowaubik y la Compañía Italiana de Seguros Mutuos. También fue miembro de Elks Lodge, Legión Estadounidense y Veteranos de Guerras Extranjeras. Vairo fue miembro de la junta directiva de la Iglesia de Santa María y sirvió en la junta directiva de Calumet Electronics desde 1967 hasta 2002. Fue nombrado ítalo-estadounidense destacado del año por la Orden de los Hijos de Italia en América en 1983.
Vairo se casó con Dorothy Ahrbeck en 1936 y tuvo un hijo y una hija con ella. Fue incluido en el Salón de la Fama de los Deportes de la Península Superior en 1976. Murió en Calumet el 31 de julio de 2002, a la edad de 88 años. Vairo fue incluido póstumamente en el Salón de la Fama Atlético de la Escuela Secundaria Calumet en 2012.